# سيموني ديل نيرو
سيموني ديل نيرو (بالإيطالية: Simone Del Nero)‏ (مواليد 4 أغسطس 1981 في كرارا - إيطالي) لاعب كرة قدم إيطالي يلعب حاليا لصالح نادي الدرجة الأولى لاتسيو الإيطالي منذ 2007 في مركز الوسط الأيسر كما يجيد اللعب في مركز المهاجم .

## روابط خارجية
- سيموني ديل نيرو على موقع قاعدة بيانات كرة القدم.إي يو (الإنجليزية)
- سيموني ديل نيرو على موقع Soccerway.com (الإنجليزية)
- سيموني ديل نيرو على موقع عالم كرة القدم.نت (الإنجليزية)
- سيموني ديل نيرو على موقع كووورة
- سيموني ديل نيرو على موقع اللجنة الأولمبية الدولية (الإنجليزية)
- سيموني ديل نيرو على موقع أوليمبيديا (الإنجليزية)
- سيموني ديل نيرو على موقع اللجنة الأولمبية الإيطالية (الإيطالية)